# 五台山 (高知市)

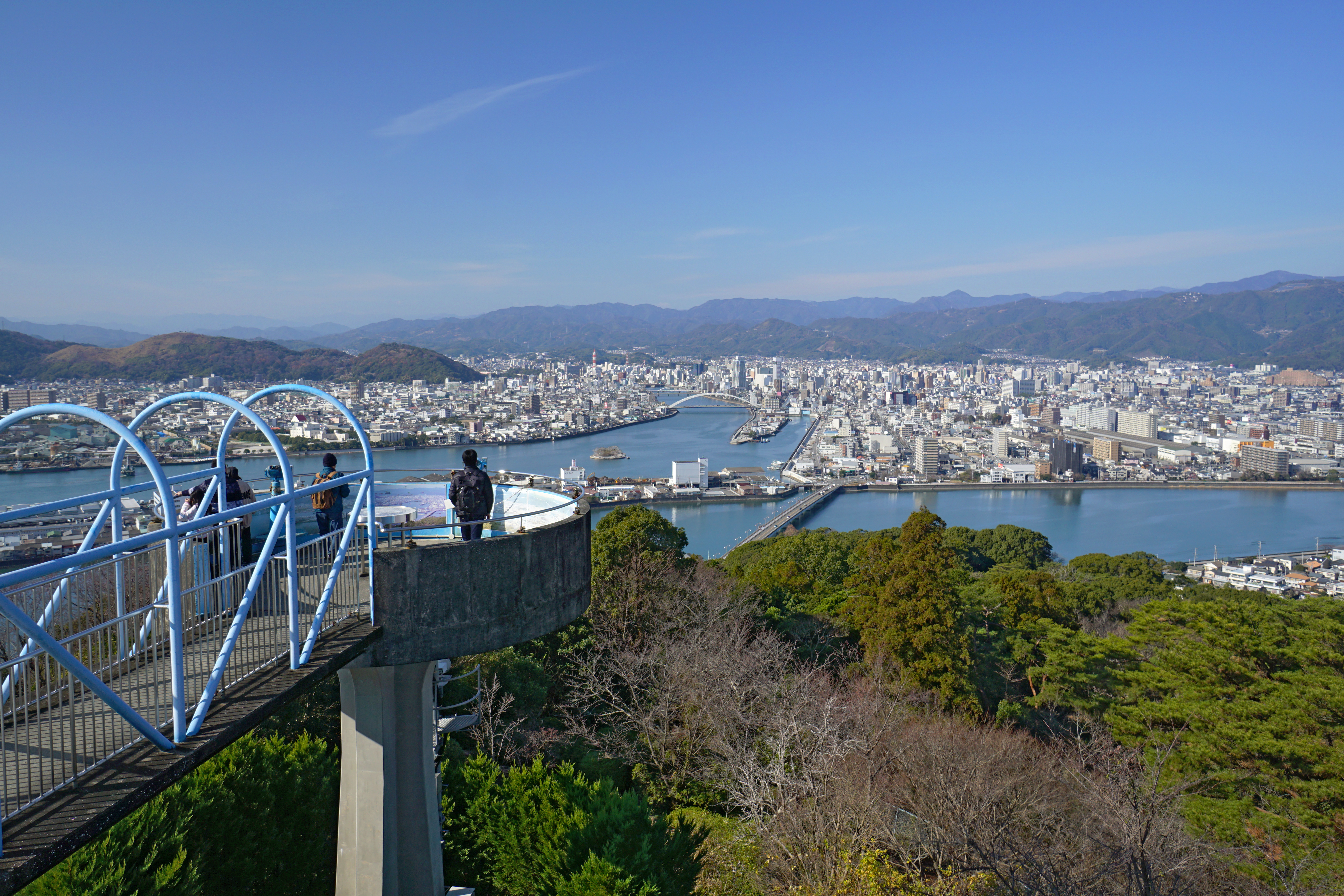
かつてあった五台山展望台から望む高知市中心部

五台山（ごだいさん）は、高知市郊外の山及び同市の町名。なお本稿では「山」について記述する。緩い双耳峰になっていて、最高標高はアンテナ塔のある東峰で146m、三角点は西峯にあり139.3m。
五台山一帯には風致公園の五台山公園（計画面積19.5ha）が整備されている。

## 命名の由来
高知市街地から国分川を越えた東に位置する。5つの峰を持ち、地形が五台山 (中国)に似ている事から、これに肖って「五台山」と命名された。命名者は行基だと言われている。かつては四方を海に囲まれた島であり、「大島」とも呼ばれていたが、浦戸湾の隆起と干拓事業によって現在の形となった。

## 特色
2022年（令和4年）9月22日に展望テラスが設置され、高知市街地を臨むことができる。
展望施設としては2022年4月28日まで山頂に展望台（旧展望台）があったが、耐震基準を満たしていなかったため閉鎖された（同年11月に解体工事を開始）。高知県では新たな展望台施設について2026年度末の完成を目指している。
五台山（五台山公園）は、1911年（明治44年）に車道が整備され、兼山神社や一ノ台駐車場がある一ノ台、伊達兵部宗勝墓や二ノ台広場がある二ノ台、三ノ台駐車場がある三ノ台、四ノ台広場がある四ノ台、展望施設がある五ノ台に分かれている。一ノ台にある兼山神社は野中兼山を祀る神社である。また二ノ台にある伊達兵部宗勝墓は、伊達騒動の重要人物である一関藩主伊達宗勝の墓で高知市指定史跡になっている。
山麓には夢窓疎石開基の吸江寺、四国八十八箇所第31番札所の竹林寺や、高知県護国神社、高知県立牧野植物園が立地する。
1969年2月から1978年9月まで対岸から展望台のある建物まで、「五台山ロープモノレール」というロープモノレールが運行されていた。

## 五台山ロープモノレール
東京索道が世界初の自走式空中輸送機関として開発したロープモノレールを採用し、路線延長約1km、高低差116mの交通機関として建設された。通常のロープウェイとは異なり、個々の搬器にディーゼルエンジンを搭載し、油圧駆動装置で走行器の車輪を動かして自走するという構造となっていた。
ロープモノレールは五台山の他に恵那峡への設置も考えられていたが、実施には至らなかった。
- 1957年 東京索道がロープモノレールを考案し試作開始[10]
- 1966年6月8日 免許[11]
- 1968年5月着工 [8]
- 1969年2月11日 開業[10]
- 1973年 利用者が11万7千人を超えるが、以後減少[12]
- 1978年9月 休止[12]
- 1981年春 廃止[12]

## 放送送信所
2011年7月24日までは、NHK高知放送局、高知放送、高知シティエフエムラジオ放送のアナログテレビ放送とFMラジオ放送の親局、並びにテレビ高知、高知さんさんテレビのアナログテレビ放送の中継局が設置されていた。
現在は、NHK高知放送局、高知シティエフエムラジオ放送のFMラジオ放送の親局、NHK高知放送局、高知放送、テレビ高知、高知さんさんテレビの地上デジタル放送の中継局が設置されている。

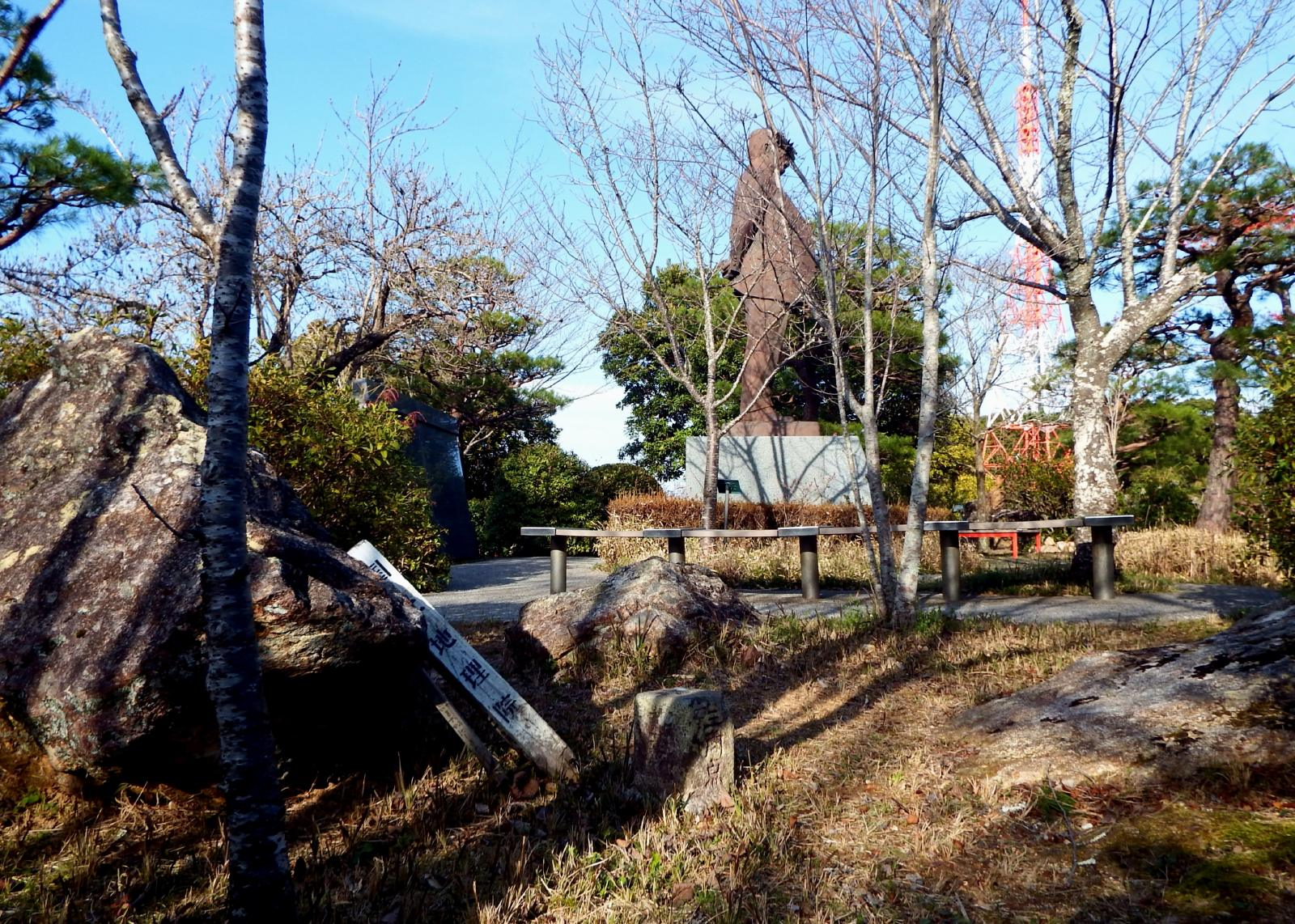
三角点 標高139.3mと背後に濱口雄幸の銅像
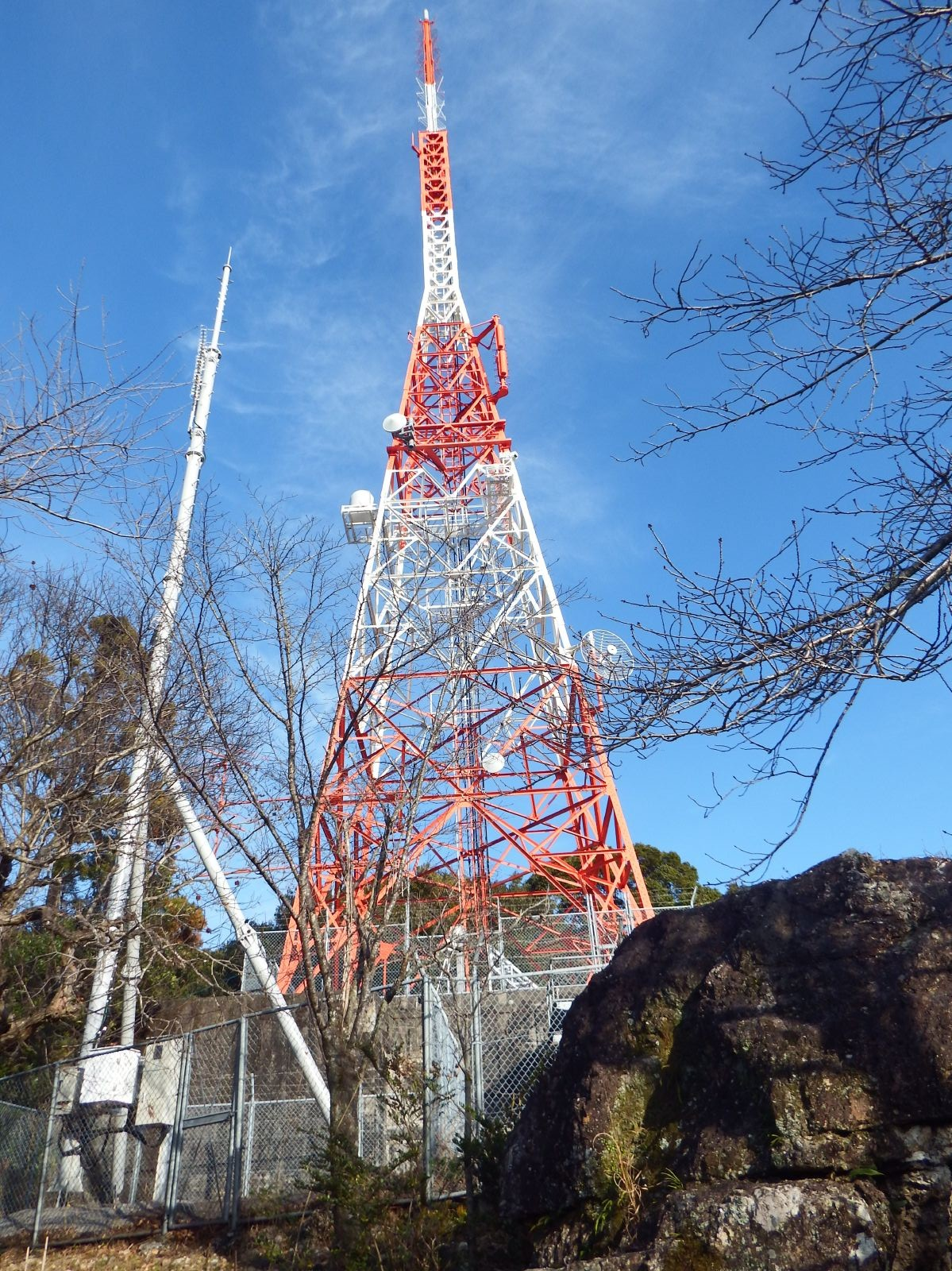
山頂のアンテナ
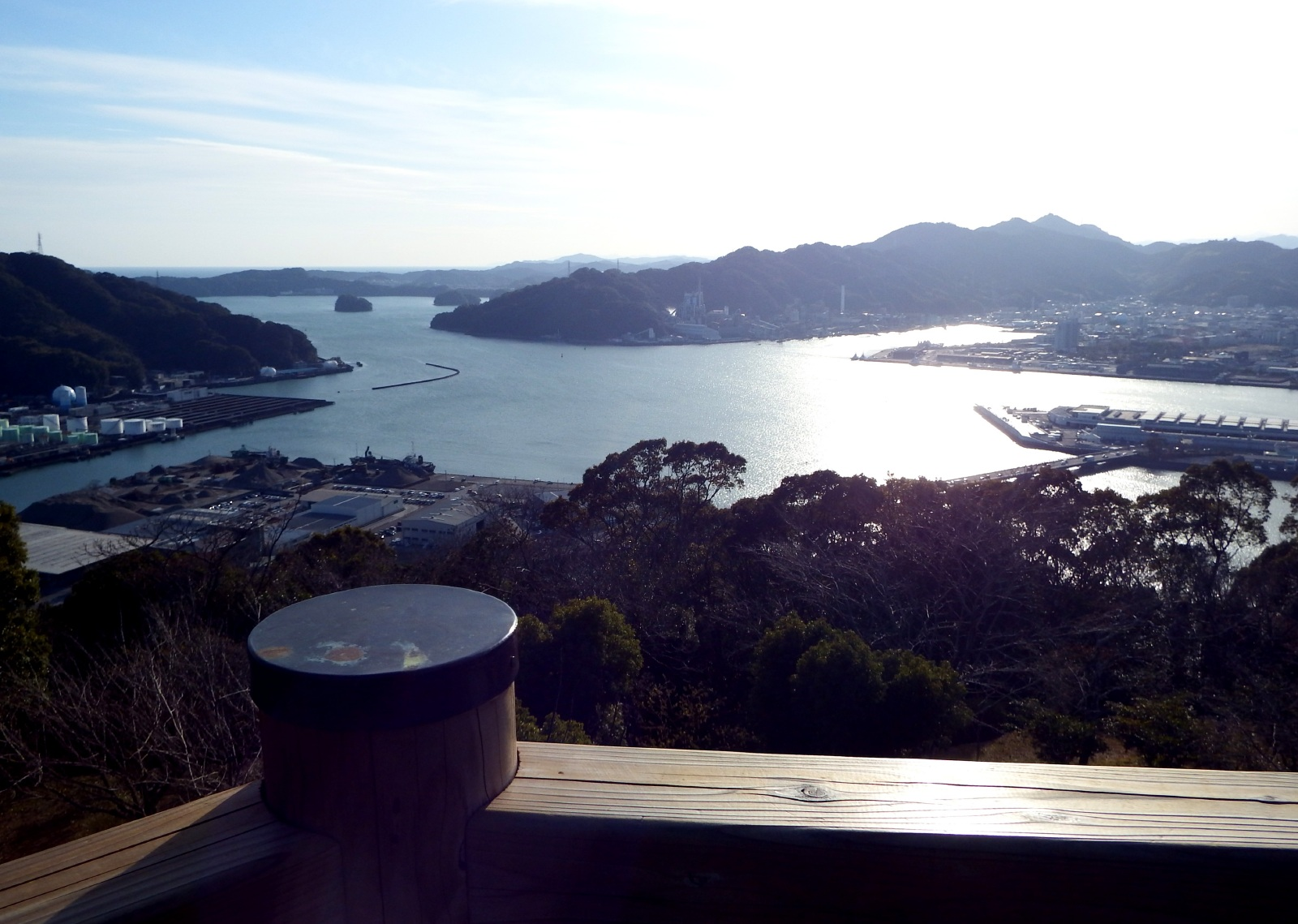
展望台より南を望む
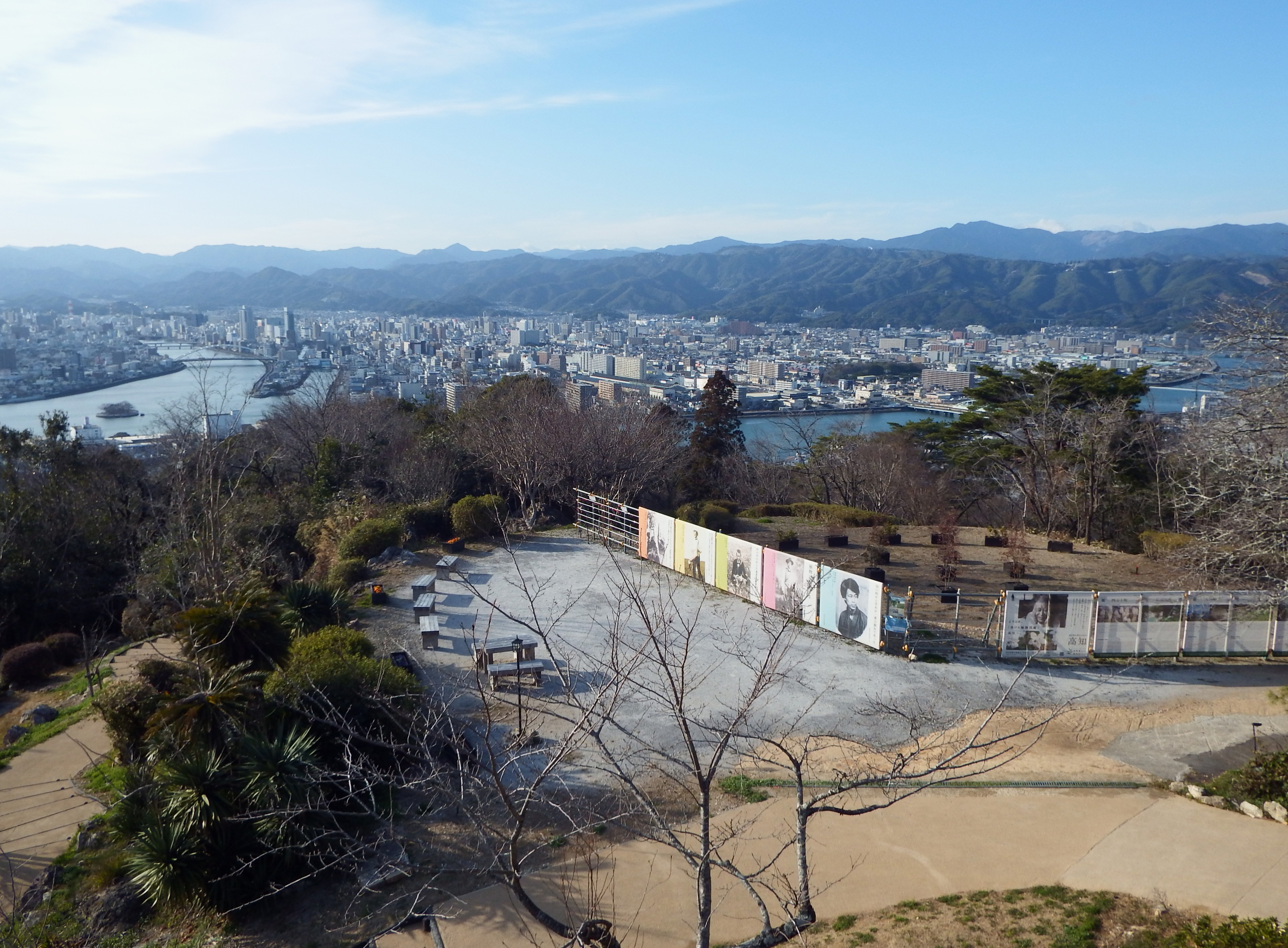
展望台より北西を望む

## 交通アクセス
- 高知駅からMY遊バス 桂浜行き（毎日運行）で21分、「五台山展望台」下車徒歩すぐ。
- はりまや橋よりとさでん交通バス 前浜・パークタウン線 前浜車庫行き（路線番号N1）で11分、「五台山農協前」下車徒歩25分。階段を登り続けるので注意。